# Passo do Zad
O passo do Zad (em francês: col du Zad) é um passo de montanha na cordilheira do Médio Atlas, na província de Khenifra,  região de Meknès-Tafilalet, Marrocos.
Situa-se a 2 178 metros de altitude, entre Timahdite (situada 29 km a norte) e Zaïda (situada 31 km a sul). Por ele passa a estrada N13, a chamada "estrada do Sara, pois liga o norte de Marrocos ao Sara, atravessando o Médio Atlas e a parte oriental do Alto Atlas antes de chegar a Errachidia, no limite do Tafilete e do deserto. As cidades importantes mais próximas do passo, ambas ligadas pela N13, são Azrou, 63 km a norte, e Midelt, 62 km a sudeste.